# Agrostis microphylla
Agrostis microphylla är en gräsart som beskrevs av Ernst Gottlieb von Steudel. Agrostis microphylla ingår i släktet ven, och familjen gräs. Inga underarter finns listade i Catalogue of Life.